# サモアの国旗
サモアの国旗（サモアのこっき）は1949年2月24日に国連信託統治領西サモアの旗として制定され、1962年1月1日独立時に国旗として採用された。レッド・エンサインで、カントン部分は南十字星。当初1948年にデザインされたときは、南十字星はニュージーランドの国旗のように星四つだったが、1949年に五つに増やされ現在に至る。赤は忠誠と勇気、白は純潔、青は愛国心と自由を表す。
南十字星はこの国が南半球に存在することとともにニュージーランドと深い関係にあることも示しており、ニュージーランドの国旗と同様に南十字星を構成する一つ一つの星の大きさや位置が、デザイン法によって明確に定められている。

## 歴代の国旗

?ドイツ統治下の1900年3月1日から1914年8月29日まで使われていた旗
?採用予定であったドイツ領サモアの旗 (制定されず)
?ニュージーランド統治下の1914年8月29日から1922年7月30日まで使われていた旗
?西サモア時代のブルー・エンサイン 1922年7月30日から1962年1月1日まで使用
?1948年5月26日-1949年2月24日まで使われていた旗
?現在の国旗（縦横比2:3の別タイプ）